# Pebbles (flingor)
| Fruity Pebbles-flingor. |  | Cocoa Pebbles-flingor. |
| Fruity Pebbles-flingor. |  | Cocoa Pebbles-flingor. |

Pebbles är ett varumärke för krispiga risflingor och med smak av antingen frukt (Fruity Pebbles) eller kakao (Cocoa Pebbles). Flingorna tillverkas av den amerikanska livsmedelsproducenten Post Consumer Brands. Pebbles lanserades 1971 med inspiration från den animerade TV-serien Familjen Flinta.
I USA var Fruity Pebbles det tionde mest sålda flingorna för år 2018 med 54,1 miljoner sålda förpackningar för totalt 172,3 miljoner amerikanska dollar.